# Squadrista (destroyer)
Le Squadrista (fanion « SQ ») (rebaptisé plus tard Corsaro) était un destroyer italien de la classe Soldati lancé en 1941 pour la Marine royale italienne (en italien : Regia Marina).

## Conception et description
Les destroyers de la classe Soldati étaient des versions légèrement améliorées de la classe précédente Oriani. Ils avaient une longueur entre perpendiculaires de 101,6 mètres et une longueur hors tout de 106,7 mètres. Les navires avaient une largeur de 10,15 mètres  et un tirant d'eau moyen de 3,15 mètres et de 4,3 mètres à pleine charge. Les Soldatis déplaçaient 1 830-1 850 tonnes métriques à charge normale, et 2 450-2 550 tonnes métriques à pleine charge. Leur effectif en temps de guerre était de 206 officiers et hommes de troupe.
Le Squadrista était propulsé par deux turbines à vapeur à engrenages Belluzzo/Parsons, chacune entraînant un arbre d'hélice à l'aide de la vapeur fournie par trois chaudières Yarrow. Conçus pour une puissance maximale de 48 000 chevaux-vapeur (36 000 kW) et une vitesse de 34-35 nœuds (63–65 km/h) en service, les navires de la classe Soldati ont atteint des vitesses de 39-40 nœuds (72–74 km/h) pendant leurs essais en mer alors qu'ils étaient légèrement chargés. Ils transportaient suffisamment de fuel pour avoir une autonomie de 2 340 milles nautiques (4 330 km) à une vitesse de 14 nœuds (26 km/h) et de 682 milles nautiques (1 263 km) à une vitesse de 34 nœuds (63 km/h).
La batterie principale du Squadrista était composée de quatre canons de 120 millimètres de calibre 50 dans deux tourelles jumelées, une à l'avant et une à l'arrière de la superstructure. Sur une plate-forme au milieu du navire se trouvait un canon à obus en étoile de 120 millimètres de 15 calibres. La défense antiaérienne des "Soldati" était assurée par huit canons Breda modèle 1935 de 20 millimètres. Les navires étaient équipés de six tubes lance-torpilles de 533 millimètres dans deux supports triples au milieu du navire. Bien qu'ils ne soient pas dotés d'un système de sonar pour la lutte anti-sous-marine, ils sont équipés d'une paire de lanceurs de grenades sous-marines. Les navires pouvaient transporter 48 mines.

## Construction et mise en service
Le Squadrista est construit par le chantier naval Cantiere navale fratelli Orlando (OTO), basé à Livourne en Italie, et mis sur cale le 4 septembre 1941. Il est lancé le 12 septembre 1942.

## Histoire du service
Construits en septembre 1941 au chantier naval Orlando de Livourne, le Squadrista et son navire-jumeau (sister ship) Carrista devaient être les deux dernières unités de la deuxième série de la classe Soldati,,. L'unité est lancée après un peu plus d'un an de travail, et le 30 juillet 1943, à la suite de la chute du fascisme, il est rebaptisé Corsaro II, nom qui appartenait auparavant à un navire jumeau coulé sur des mines dans le canal de Sicile,.
Le 8 septembre 1943, au moment de la proclamation de l'armistice (armistice de Cassibile), le Corsaro II (capitaine de frégate (capitano di fregata) Giovanni Onnis) est en cours d'armement à Livourne, alors presque terminé (à 96% de l'état d'avancement des travaux) mais pas encore capable de se déplacer et sans munitions : il est donc capturé par les troupes allemandes,,.
À la différence de son navire-jumeau Carrista qui, n'ayant même pas été lancé (la construction avait en effet été retardée par la suppression de la proue et de la poupe pour réparer les unités jumelles endommagées), a été mis au rebut à l'escale, le Corsaro est utilisé comme "navire guide de chasse" équipé d'un radar,,,. Cependant, le projet est abandonné et les travaux de conversion n'ont jamais commencé.
En juin 1944, il est décidé de reprendre la construction et le navire, reclassé comme torpilleur, est incorporé à la Kriegsmarine sous le nouveau nom de TA 33,,.
Le 4 septembre 1944, alors que les travaux sont terminés et que les essais en mer sont déjà en cours, le TA 33 est touché lors d'un raid aérien allié et coule dans le port de Gênes,,.